# Західний Міт
Західний Міт (англ. Westmeath, ірл. An Iarmhí) — графство в центральній Ірландії.

## Адміністративний поділ
Входить до складу провінції Ленстер на території Республіки Ірландія. Столиця — Маллінгар, найбільше місто — Атлон, населення яких, згідно з переписом населення 2011 року, з передмістями та без відповідно складають (чол.): Маллінгар (20103 / 9414), Атлон (20153 / 15558). Місто Атлон знаходиться на межі графств Роскоммон (провінція Коннахт) і Західний Міт (провінція Ленстер) на відстані 8,85 км від географічного центру Ірландії, що знаходиться вже на території графства Роскоммон. Графство Західний Міт було проголошено у 1542 році, коли вони було відділене від графства Міт. На той час у Західний міт входило графство Лонгфорд, яке в свою чергу відділилося у 1586 році. Маллінгар став адміністративним центром графства Західний Міт.

## Історичні пам'ятки
У графстві існує декілька замків: Замок Клонін, Замок Баллінлоф тощо.

## Найбільші населені пункти
- Атлон (20,153)
- Маллінгар (20,103)
- Моат (3,046)
- Кіннегад (2,745)
- Рочфортбрідж (1,718)
- Кіллукан-Ратвайр (1,682)
- Баллінакаргі (1,382)
- Кастелполлард (1,107)